# 匐枝蓼
匐枝蓼（学名：Polygonum emodi）为蓼科蓼属下的一个变种。

## 扩展阅读
維基物種上的相關：匐枝蓼